# Dracula 5: Il retaggio di sangue
Dracula 5: Il retaggio di sangue (Dracula 5: The Blood Legacy) è un'avventura grafica sviluppata nel 2013 da Koalabs Studio, seguito di Dracula 4: L'ombra del drago.